# Faisal bin Farhan Al Saud

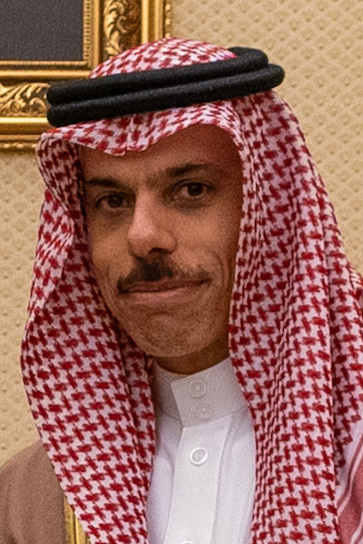

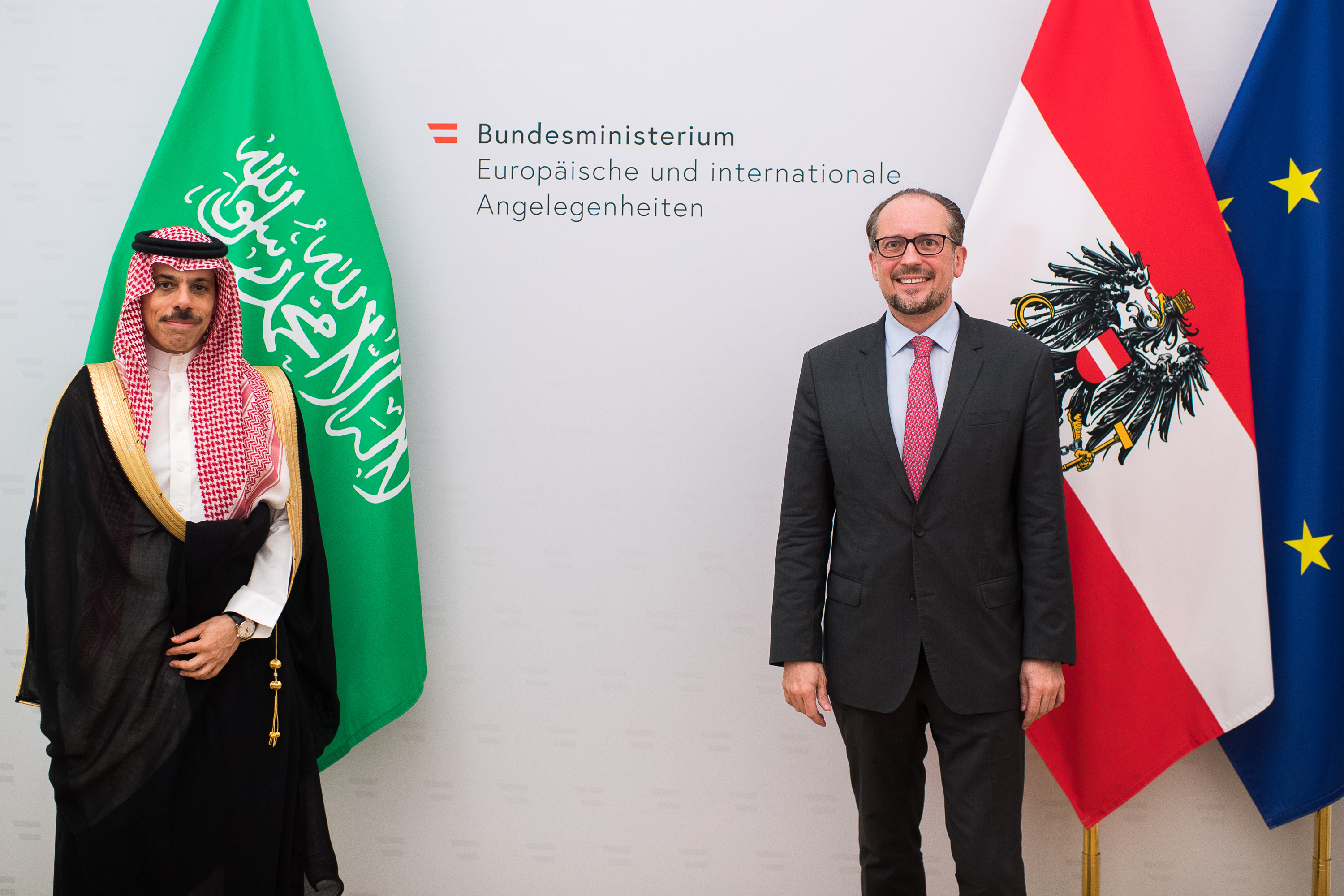
Prinz Faisal bin Farhan in Wien, 2021

Prinz Faisal bin Farhan bin Abdullah bin Faisal bin Turki bin Saud bin Ibrahim bin Abdullah bin Farhan Al Saud (arabisch فيصل بن فرحان بن عبد الله آل سعود, DMG Faiṣal b. Farḥān b. ʿAbd Allāh Āl Saʿūd; * 1. November 1971 in Frankfurt am Main) ist ein saudi-arabischer Diplomat und Politiker und Mitglied der Saudi-Dynastie. Er ist seit Oktober 2019 Außenminister des Königreichs Saudi-Arabien.

## Biografie
Prinz Faisal wurde in Frankfurt am Main geboren und wuchs dort auf. Sein Vater war bei einer Bank in Frankfurt tätig, seine Mutter war Deutsche. Er spricht, unter anderem neben Englisch, fließend Deutsch. Faisal bin Farhan studierte in den Vereinigten Staaten. Von 2001 bis 2013 war er im Vorstand der Alsalam Aerospace Industries, einem Joint Venture von Boeing. 2003 war er Mitgründer und Direktor der Shamal Investment Co., bis er 2017 Berater im Außenministerium und leitender Berater der saudischen Botschaft in Washington wurde. Seit Mai 2017 war Faisal bin Farhan zudem im Vorstand des neu gegründeten staatlichen Rüstungskonzerns Saudi Arabian Military Industries (SAMI) tätig. Am 27. März 2019 wurde er Botschafter seines Landes in der Bundesrepublik Deutschland in Berlin, vor allem auch um die entstandenen Irritationen in den bilateralen Beziehungen zu beruhigen. Seine Ernennung wurde in Deutschland auch kritisch gesehen. Prinz Faisals Vorgänger im Amt war Khalid bin Bandar bin Sultan Al Saud.
Durch königliches Dekret wurde er am 23. Oktober 2019 zum Außenminister seines Landes ernannt.

## Vorfahren
Er stammt aus dem Farhan-Zweig, einem der entferntesten Zweige der saudischen Herrscherfamilie. Von der Thronfolge Saudi-Arabiens ist er daher ausgeschlossen. Der Zweig geht auf Farhan, einen Bruder des Emirs Mohammed bin Saud, zurück.
Sein Onkel Abdul Rahman bin Abdullah ist seit Dezember 2023 Gouverneur des Gouvernorats Hafar al-Batin.